# Seznam indijskih pevcev
Seznam indijskih pevcev.

## A
- Abhijeet
- Alka Yagnik
- Amjad Ali Khan
- Asha Bhosle

## B
- Babul Supriyo

## F
- Freddie Mercury

## G
- Geeta Dutt

## H
- Hemant Kumar
- Himesh Reshamiya

## K
- Kay Kay

## L
- Lata Mangeshkar
- Lucky Ali

## M
- Mahendra Kapoor
- Manna Dey
- MS Subbulakshmi
- Mohammad Rafi
- Mukesh

## N
- Noor Jehan

## S
- Suraiya

## T
- Talat Mahmood

## Y
- Yesudas